# Muie Garda
Muie Garda este un single al rapper-ului Ombladon, lansat în 2014.
Piesa a fost înregistrată în noaptea dintre ani, la studioul 20CM Records (20 Centimeters Records).

## Evoluția în clasamente
| Clasamentul (2014)              | Poziția minima |  |
| ------------------------------- | -------------- |  |
| FreakaDaDisk Radio              | 99             |  |
| Bulgaria Singles Top 40 Hip Hop | 15             |  |
| Cabral Fm                       | 1              |  |
| European MTV Hip Hop chart      | 4              |  |
| Kiss FM Fresh Top 40            | 1              |  |
| Cheloo Tv Bulgaria              | 1              |  |
| 20FM Records Top 5              | 1              |  |
| Nielsen Airplay Chart           | 10             |  |
| Number 20CM Fm Turkey           | 2              |  |
| Radio 21                        | 1              |  |
| Radio Zu                        | 1              |  |
| Romanian Top 100                | 1              |  |
| 20CM Radio Hungary              | 1              |  |
| Billboard 200                   | 150            |  |